# Garfield és barátai
A Garfield és barátai (eredeti cím: Garfield and Friends) 1988-tól 1994-ig futott amerikai televíziós rajzfilmsorozat, amely a Garfield című képregény alapján készült. Műfaját tekintve filmvígjáték-sorozat. Amerikában 1988 és 1994 között a CBS televíziós társaság vetítette az egész sorozatot. Magyarországon 1995-96 között az akkori MTV1 sugározta magyar szinkronnal az első évadot (a félperces verziókat korábban is sugározták délelőttönként az akkori TV 2-n, 1989 és 1994 között). 2000-ben és 2001-ben a M2 újra adta az első évadot. A MTV által adott első évadot az RTL Klub adta új magyar szinkronnal. 2006-tól az RTL Klub adta le több évaddal. Az utolsó évadot magyarul 2010-ben adta le először az RTL Klub. A sorozat első két évadát, valamint a harmadik évad elejét a Sorozat+ és a Cool TV is leadta. A teljes sorozatot 2013-ban az M2 is. A Kiwi TV 2019 december végéig sugározta, Jelenleg a TV2 adja. Ma a Kiwi TV is újra adja.
A sorozat alapját a Garfield és az Orson képregények képezik. A sorozat egy epizódja három darab, egyenként 7-8 perces részt ölel fel, melyek a következő sorrendben szerepelnek az epizódokban: Garfield-Orson-Garfield. Általában az egyes részek előtt a vasárnapi Garfield illetve Orson képsorok alapján készült félperces kis vicces részeket is bemutatnak.

## Ismertető
Garfield, a narancssárga, kövér házi macska nem egyszerűen csak egy macska, hanem a világ leglustább, legfalánkabb, legcinikusabb és a leghíresebb macskája. Történetei szórakoztatók minden korosztály számára. Gazdájával, Jonnal és annak másik háziállatával, Ubul kutyával él együtt, akinek a nyalogatásait nem bírja elviselni. A történetben fontos szerepe van a cuki kiscicának, Nermalnak is, akire Garfield gyakorta féltékeny.

## Szereplők

### Főszereplők
- Garfield – Egy narancssárga, kövér macska, akinek a legfőbb tevékenysége az alvás és az evés. (Eredeti hangja: Lorenzo Music)
- Jonathan "Jon" Arbuckle – Garfield gazdája. (Eredeti hangja: Thom Huge)
- Ubul / Odie (Odie) – Jon kutyája, akivel Garfield állandóan konfliktusba keveredik. Csak nagyon ritkán szólal meg. (Eredeti hangja: Gregg Berger)
- Nermal / Cirmi (Nermal) – Egy szürke fiú cica, aki állandóan a szépségével dicsekszik. Garfieldot nagyon idegesíti, ezért majdnem mindig el akarja őt küldeni Abu Dhabiba.

### Mellékszereplők
- Muki / Mici (Pooky) – Garfield játékmackója, akivel aludni is szeret.
- Herman postás (Herman Post) – A postás, aki Jonnak szállítja a levelet és nagyon fél Garfieldtól.
- Binky, a bohóc (Binky The Clown) – A cirkuszi bohóc, akit Garfield nagyon nem kedvel. Sokat sikolt.
- Dr. Elizabeth "Liz" Wilson – Állatorvos, Jon barátnője, hosszú idők és reménytelen udvarlások során.
- Heléna (Arlene) – Garfield egyik barátnője. Egy rózsaszínű, piros rúzsos, kóbor macskalány, néha menekül Garfield elől, de néha udvarol is neki. Ebben a sorozatban csak egyszer szerepelt a Távirányító-király című részben, de a Garfield Show-ban már többször.
- Mónika (Monika) – Egy fiatal lány. Beleszeret egy pernahajderbe, de közben Jonnak is megtetszik és randevúzik vele. De Garfield ezt féken tartja, Jon érdekében, jót téve és így szerencsésen bukott randevú jön össze.
- Jean Arwinkle – Egy fiatal lány. Teljesen Jon női változata. Egyszer kapcsolatot akartak egymással, de mégsem tartották a legjobbnak a teljes egyformaságot.
- Gvendolin – Garfield egyik lánybarátja. Garfieldot várja egy találkozóra. De közben Garfield és Ubul egy varázsszobor miatt felcserélődnek és így tévedésből Ubullal találkozik.
- Penelopé (Penelope) – Garfield egyik lánybarátja. Szeretne Garfieldal valamit közösen csinálni, de Garfield mindig csak enni akar.
- A bucimacik (The Buddy Bears) – Három táncos maci, akik énekelnek is. Garfield Binkynél is jobban utálja őket.
- Floyd – Az egyik egér, aki Garifeld egyik egérbarátja is. Szerződéseket akar kötni Garfieldal, hogy ő is szerepelhessen többet a képernyőn.
- Az egerek (The Mouses) – Garfield barátai, akiket Garfield nem bánt és nem is eszi meg őket. De állandóan valamilyen szerződéseket köt velük.

## Orson farmja
A két rajzfilm alkotja együtt a Garfield és barátait. Két magyar szinkronos változat is van az első évadból, egy régebbi és egy újabbik, mint a Garfieldból is. Ahol a szereplőnél két magyar név is van, ott a szereplőnek van egy régebbi magyar neve is és egy újabbik magyar neve is. Ahol több magyar név is van, ott a szereplőnek a második fordításban több magyar neve is van.

### Főszereplők
- Gömbi / Orson (Orson) – Egy malac, a farm főnöke, aki a farmon hozza a döntéseket.
- Koki / Tóbiás (Roy) – Egy kakas, nagyon tréfás, a többieket gyakran rossz tréfákkal felbosszantja.
- Hápi / Tocsi (Wade) – Egy kacsa, nagyon ijedős és félős. Van egy úszógumija, ami mindig rajta van, a rajta lévő kacsafej pedig mindig azt csinálja, amit Tocsi.
- Bubi / Bari (Bo) – Egy bárány, Biri bátyja, ki a farmon dolgozik.
- Biri (Lanolin) – Egy bárány, Bari húga, copfot visel.
- Pepi / Csibi(ke)-Csipi(ke) (Booker) – Egy tojásból kikelt kiscsibe. Már teljesen kikelt. Tojgli bátyja. Szokott csipogni, csipegetni. Gyakran az egyik kukacot kergeti. Az első szereposztásban Pepi a neve, a második szereposztásban Csipike, amely kiderült a sorozatból, hogy Orson adta arról, mikor kikelt. Elhangzott egyszer-kétszer Csibike néven is, amely abból utalt rá, mint kiscsibe. A neveit egyszer-kétszer rövidítették Csibinek és Csipinek.
- Toncsi / Tojgli-Tojdli (Sheldon) – Egy tojásban levő kiscsibe. Még csak a lábait tette ki. Csipike öccse. Nagyon fennhéjázott. Orson egyszer megpróbálta kikölteni, de mikor megrepedt a tojáshéja, alatta volt még egy héj. Tóbiás egyszer meg akarta tréfálni, úgy hogy borssal megszórja. De tévedésből még egy tojásban levő kis teknőcöt szórt meg, aki még szintén csak a lábait tette ki és a borstól olyan nagyot tüsszentett, hogy a tüsszentésétől le is tört róla a tojása. Később Orson elmesélte mi történt akkoriban, amikor még teljesen tojásba volt a bátyjával. Megpróbálta őket kikölteni, az egyik teljesen kikelt, a másik csak félig-meddig. Idővel elmesélte, hogy miért akart még tojásban maradni. Még mesélte, hogy látható volt, hogy a tojása oldalán volt egy kis ajtó, ahol kinézett és a világról olvasott egy újságot. Azután nem kelt ki addig, amíg ki nem nőtte a tojását, mert benne érezte magát biztonságban. A Garfield Show-ban már közép magasságig kikelt az Egy nap a farmon részben. Természetesen egyszer teljesen kikelt, de a teljes kikelése a sorozatokban már nem látható. Az első szereposztásban Toncsi, a második szereposztásban pedig Tojgli a neve, amely egy játék szó a tojásra. Elhangzott egyszer-kétszer Tojdli néven is, amely csak ugyanennek a játékszónak a hangzáshasonulása.

### Mellékszereplők
- Chloe (Chloe) – Egy kiscsibe, Tóbiás unokahúga, egy szemüveget és egy copfot hord, de csak divatból.
- Frédi / Fred (Ferd) – Egy kacsa, Tocsi rokona, nagyon bátor és hős.
- Mort, Gort és Wart – Három disznó fivér, Orson bátyjai, rendszeresen a farm élésraktárát akarják kifosztani.
- Edward R. Furrow – Egy pszichiáter borz, segít a farmon, Tocsi félelmeit is vizsgálja.
- Plato – Egy kakas, Tóbiást akarja felváltani, hogy felügyeljen a Csirkékre, de az állása nem sikeres.
- Newton Cousin – Egy kacsa, Tocsi unokabátyja, nagyon feledékeny, mindent gyorsan elfelejt.
- Aloysius – Egy malac, egyszer mikor Orson elment a farmról, felváltotta Orsont a munkájában, hogy ő legyen  addig a főnök, de nem jól végezte a munkáját.
- A kukacok (The Worms) – A kukacok, akik a föld alatt laknak, Csipike gyakran az egyiküket kergeti és el akarja kapni.
- A menyét (The Weasel) – A ragadozók közül az első, aki a farmról megpróbálja kilopni a csirkéket.
- A róka (The Fox) – A ragadozók közül a második, aki a farmról megpróbálja kilopni a csirkéket, bár egyszer a farm lakóinak a pénzét akarta megszerezni, de Tóbiás megállította.
- A farkas (The Wolf) – A ragadozók közül a harmadik, aki a farmról megpróbálja kilopni a csirkéket.

### Epizódszereplők
- Tocsi apja – Egy kacsa, aki büszke fiára, azaz Tocsira, hogy összeszedi a bátorságát, majd bevallja hogy ő is egy gyáva kacsa volt.
- Kalapácsmalac – Egy malac, Orson régi általános iskolai osztálytársa, akiről Orson azt hiszi meg akar neki fizetni, de megtudja, hogy csak a pénztartozását akarja neki visszafizetni.
- Az öreg bölcs – Egy bölcs kacsa, egy hegyen lakik, Tocsi hozzáfordult segítségül, mikor Orson egyik fivére behatolt a házába.
- A lelkesítővendég – Egy macska vendég a farmon, ki lelkesítette Orsont, Tóbiást, Tocsit, hogy jó kedvet derítsen nekik.Egyszer Garfieldet is lelkesítette, hogy megszerezzen egy pitét, de aztán kiderült, hogy a pite az évadok óta nem látott Binky bohócé, aki megdobta vele Garfieldet.
- „A farmer (The Farmer)” – A farm tulajdonosa, nem látható a farmon, egy jelenettel azonban látható egy malac formájában megjelenve.

## Magyar hangok
| Szereplő                          | Szereplő       | Eredeti hang    | Magyar hang          | Magyar hang                       | Leírás                          | Fajta  |
| magyarul                          | angolul        | Eredeti hang    | MTV1 (1. évad, 1994) | RTL Klub (összes évad, 2007-2010) | Leírás                          | Fajta  |
| --------------------------------- | -------------- | --------------- | -------------------- | --------------------------------- | ------------------------------- | ------ |
| Garfield                          | Garfield       | Loranzo Music   | Kerekes József       | Kerekes József                    | Narancssárga, lusta macska.     | Macska |
| Jon Arbuckle                      | Jon Arbuckle   | Thom Huge       | Pusztaszeri Kornél   | Czvetkó Sándor                    | Garfield jólelkű gazdája        | Ember  |
| Odie (1. szo.) Ubul (2. szo.)     | Odie           | Gregg Berger    | Szűcs Sándor         | saját hangján                     | A kedves, buta kutya.           | Kutya  |
| Cirmi (1. szo.) Nermal (2. szo.)  | Nermal         | Desiree Goyette | Szatmári Attila      | Pipó László                       | Szürke, cuki macska.            | Macska |
| Gömbi (1. szo.) Orson (2. szo.)   | Orson          | Gregg Berger    | Vass Gábor           | Kapácsy Miklós                    | Malac a farmon.                 | Malac  |
| Koki (1. szo.) Tóbiás (2. szo.)   | Roy            | Thom Huge       | Balázsi Gyula        | Megyeri János                     | Kakas a farmon.                 | Kakas  |
| Hápi (1. szo.) Tocsi (2. szo.)    | Wade           | Howard Morris   | Józsa Imre           | Szokol Péter                      | Kacsa a farmon.                 | Kacsa  |
| Biri                              | Lanolin        | Julie Payne     | Kiss Erika           | Kiss Anikó                        | Copfos Bárány a farmon.         | Bárány |
| Bubi (1. szo.) Bari (2. szo.)     | Bo             | Frank Welker    | Kocsis György        | Haagen Imre                       | Bárány a farmon.                | Bárány |
| Pepi (1. szo.) Csipike (2. szo.)  | Booker         | Frank Welker    | Bolba Tamás          | Szabó Máté                        | Teljesen kikelt csibe a farmon. | Csibe  |
| Toncsi (1. szo.) Tojgli (2. szo.) | Sheldon        | Frank Welker    | Görög László         | Joó Gábor                         | Tojásban lévő csibe a farmon.   | Csibe  |
| Binky                             | Binky          | Thom Huge       | Schnell Ádám         | Magyar Bálint                     | Bohóc a WBOR műsorában.         | Ember  |
| Dr. Liz Wilson                    | Dr. Liz Wilson | Julie Payne     | Kocsis Mariann       | Agócs Judit                       | Állatorvos, Jon barátnője.      | Ember  |
| Floyd                             | Floyd          | Gregg Berger    | Forgács Péter        | Kisfalusi Lehel                   | Egér, Garfield barátja.         | Egér   |
| Mort                              | Mort           | Frank Welker    | Papp János           | Papucsek Vilmos                   | Orson gonosz fivérei.           | Malac  |
| Gort                              | Gort           | Thom Huge       | Kránitz Lajos        | Presits Tamás                     | Orson gonosz fivérei.           | Malac  |
| Wart                              | Wart           | Howard Morris   | Forgács Gábor        | Vári Attila                       | Orson gonosz fivérei.           | Malac  |

- További magyar hangok (első évad 1. magyar változatában): Barbinek Péter, Bencze Ilona, Boros Zoltán, Detre Annamária, Faragó József, Forgács Péter, Garai Róbert, Hankó Attila, Imre István, Kardos Gábor, Kautzky Armand, Kenderesi Tibor, Koroknay Géza, Melis Gábor, Némedi Mari, Orosz István, Pataky Imre, Riha Zsófi, Rudas István, Soós László, Szokol Péter, Szűcs Sándor, Urbán Andrea, Uri István, Vadász Bea, Varga T. József, Varga Tamás, Verebély Iván
- További magyar hangok (teljes évad 2. magyar változatában): Albert Gábor, Albert Péter, Balázsi Gyula, Baráth István (Roscoe, Al fia), Bodrogi Attila, Bókai Mária, Bolla Róbert, Cs. Németh Lajos, Csuha Lajos, Előd Botond (Ladlo, a madár), Egyedi Mónika, Erdős Borcsa, Faragó András (Furmányos úr; Keresztapa), Farkas Zita, Fehér Péter, Fekete Zoltán (Ichabod tücsök), Forgács Gábor (Mr. Drake), Galbenisz Tomasz (Gabriel macska; további szereplő), Garai Róbert, Gardi Tamás, Grúber Zita, Imre István, Juhász Zoltán, Kajtár Róbert, Kassai Ilona, Katona Zoltán, Király Adrián, Laudon Andrea, Lázár Erika, Molnár Ilona (Cloe; Jon unokahúga), Nádasi Veronika, Némedi Mari, Orosz István, Pap Kati, Penke Bence, Péter Richárd, Rudas István, Sági Tímea, Sipos Eszter Anna (Vivacia), Simon Eszter, Sörös Miklós, Szabó Gertrúd, Szinovál Gyula, Talmács Márta, Várday Zoltán, Viczián Ottó

## Szinkronstábok

### 1. évad
| Magyar változat munkatársai   | Magyar változat munkatársai | Magyar változat munkatársai |
| Beosztás                      | 1. magyar változat (1994)   | 2. magyar változat (2007)   |
| ----------------------------- | --------------------------- | --------------------------- |
| Szöveg és stáblista felolvasó | Bozai József                | Korbuly Péter               |
| Magyar szöveg                 | Bálint Ágnes                | Borsiczky Péter             |
| Hangmérnök                    | Márkus Tamás                | Hidvégi Csaba               |
| Rendezőasszisztens            | Árvay Zsuzsa                | Szász Andrea                |
| Vágó                          | Árvay Zsuzsa                | Mendre János                |
| Gyártásvezető                 | Keglovits Ferenc            | Boskó Andrea                |
| Zenei rendező                 | Bolba Lajos                 | –                           |
| Szinkronrendező               | Juhász Anna                 | Ullmann Gábor               |
| Producer                      | –                           | Kovács Zsolt                |
| Szinkronstúdió                | Mafilm Audio Kft.           | Szinkron Systems            |
| Megrendelő                    | Magyar Televízió (MTV1)     | RTL Klub                    |

### 2-7. évad
| Magyar változat munkatársai   | Magyar változat munkatársai                  |
| ----------------------------- | -------------------------------------------- |
| Szöveg és stáblista felolvasó | Korbuly Péter                                |
| Magyar szöveg                 | Borsiczky Péter                              |
| Hangmérnök                    | Hidvégi Csaba                                |
| Rendezőasszisztens            | Szász Andrea                                 |
| Vágó                          | Mendre János (14-52) Horváth István (53-121) |
| Gyártásvezető                 | Boskó Andrea (14-52) Rába Ildikó (53-121)    |
| Szinkronrendező               | Ullmann Gábor                                |
| Producer                      | Kovács Zsolt                                 |
| Szinkronstúdió                | Szinkron Systems                             |
| Megrendelő                    | RTL Klub                                     |

## Epizódok
| Évad | Évad | Epizód | Évadpremier          | Évadfinálé         |
| ---- | ---- | ------ | -------------------- | ------------------ |
|      | 1    | 13     | 1988. szeptember 17. | 1988. december 10. |
|      | 2    | 26     | 1989. szeptember 16. | 1989. december 16. |
|      | 3    | 18     | 1990. szeptember 15. | 1990. november 24. |
|      | 4    | 16     | 1991. szeptember 14. | 1991. november 9.  |
|      | 5    | 16     | 1992. szeptember 19. | 1992. november 7.  |
|      | 6    | 16     | 1993. szeptember 18. | 1993. november 6.  |
|      | 7    | 16     | 1994. szeptember 17. | 1994. december 10. |